# Vasjok Trubatjov i ego tovarisjji
Vasjok Trubatjov i ego tovarisjji (russisk: Васёк Трубачёв и его товарищи) er en sovjetisk spillefilm fra 1955 af Ilja Fres.

## Medvirkende
- Oleg Visjnev som Vasjok Trubatjov
- Aleksandr Tjudakov som Kolja Odintsov
- Vladimir Semenovitj som Sasja Bulgakov
- Vjatjeslav Devkin som Mazin
- Georgij Aleksandrov som Rusakov